# Martes Santo
El Martes Santo o Sexto Martes de Cuaresma continúa con las celebraciones de la Semana Santa cristiana, que conforme va acercándose los días de los principales cultos del Triduo Pascual (Jueves Santo al atardecer, Viernes Santo, Sábado Santo y Domingo de Pascua) siguen su reflexión acerca de diversos pasajes de la Pasión, Muerte y Resurrección de Jesús de Nazaret. En este día se hace ayuno y reflexión, esperando a los próximos días de la Semana Santa.

## Liturgia de Martes Santo
En el Evangelio del Martes Santo, Jesús anticipa a sus discípulos la traición de Judas y las Negaciones de San Pedro. El texto es de San Juan:

En aquel tiempo, Jesús, profundamente, dijo:

-«Os aseguro que uno de vosotros me va a entregar».

Los discípulos se miraron unos a otros perplejos, por no saber de quién lo decía. Uno de ellos, el que Jesús tanto amaba, estaba reclinado a la mesa junto a su pecho. Simón Pedro le hizo señas para que averiguase por quién lo decía. Entonces él, apoyándose en el pecho de Jesús, le preguntó:

-«Señor, ¿quién es?».

Le contestó Jesús:

-«Aquel a quien yo le dé este trozo de pan untado».

Y untando el pan, se lo dio a Judas, hijo de Simón el Iscariote. Detrás del pan, entró en él Satanás. Entonces Jesús le dijo:

-«Lo que tienes que hacer hazlo en seguida».

Ninguno de los comensales entendió a qué se refería. Como Judas guardaba la bolsa, algunos suponían que Jesús le encargaba comprar lo necesario para la fiesta o dar algo a los pobres. Judas, después de tomar el pan, salió inmediatamente. Era de noche. Cuando salió, dijo Jesús:

-«Ahora es glorificado el Hijo del hombre, y Dios es glorificado en él. Si Dios es glorificado en él, también Dios lo glorificará en sí mismo: pronto lo glorificará. Hijos míos, me queda poco de estar con vosotros. Me buscaréis, pero lo que dije a los judíos os lo digo ahora a vosotros: Donde yo voy, vosotros no podéis ir».

Simón Pedro le dijo:

-«Señor, ¿a dónde vas?»

Jesús le respondió:

-«Adonde yo voy no me puedes acompañar ahora, me acompañarás más tarde».

Pedro replicó:

-«Señor, ¿por qué no puedo acompañarte ahora? Daré mi vida por ti».

Jesús le contestó:

-«¿Con que darás tu vida por mí? Te aseguro que no cantará el gallo antes que me hayas negado tres veces».
 Juan 13, 21-33 36-38

## Celebración del Martes Santo
La celebración de la Semana Santa continúa en numerosos pueblos y ciudades con la organización de procesiones.

### Procesiones declaradas de Interés Turístico Internacional

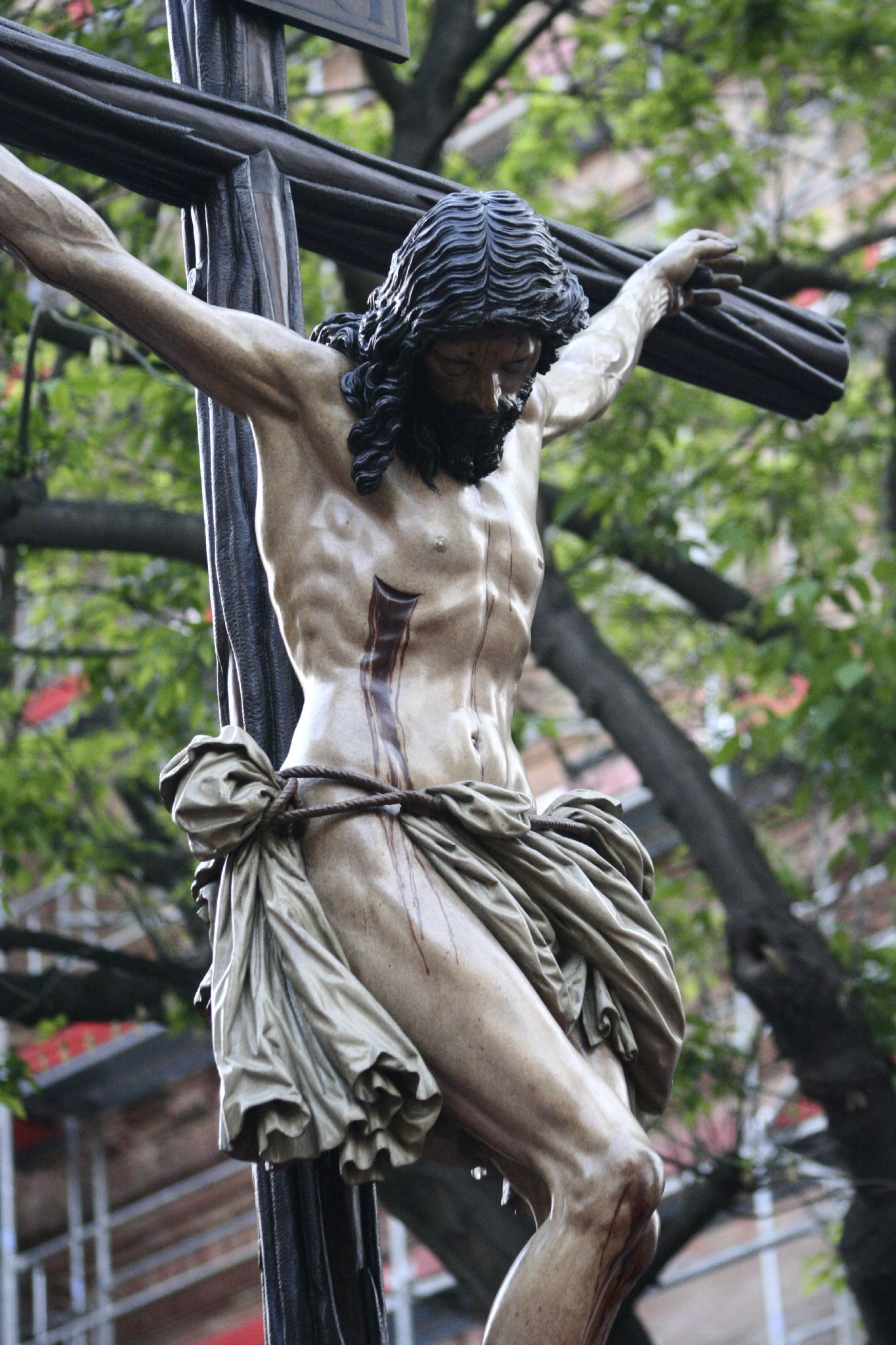
Cristo de la Buena Muerte. Cofradía de los Estudiantes, Sevilla.

- En Ávila procesionan las cofradías de La Estrella, Medinaceli y la Magdalena.
- Cáceres. En esta jornada sale la Cofradía de los Ramos, con el paso de Jesús del Perdón; la Hermandad de Jesús de la Lealtad Despojado y la Cofradía del Amparo, con el Cristo del Amparo, durante el cual se celebra la ceremonia de las Siete Palabras.
- Cartagena. La Pontificia, Real e Ilustre Cofradía de Nuestro Padre Jesús en el Doloroso Paso del Prendimiento y Esperanza de la Salvación de las Almas (Californios) organiza los traslados procesionales San Pedro, San Juan y Santiago desde diversas dependencias militares.
- Cuenca. Procesión de El Perdón con los pasos de San Juan Bautista, El Bautismo de Jesús, Santa María Magdalena, Jesús de Medinaceli y Nuestra Señora de la Esperanza.
- En Ferrol son dos procesiones las que recorren las calles el Martes Santo. La Cofradía de la Soledad sale con la procesión del Cristo de la Buena Muerte por el barrio de Ferrol Vello. En el barrio de A Magdalena, al anochecer, se puede contemplar la procesión de Jesús Atado a la Columna, el Cristo del Socorro y la Santísima Virgen de la Esperanza. La Semana Santa de Ferrol está declarada Fiesta de interés turístico nacional desde el año 1995.
- Granada. En este día procesionan por las calles de esta ciudad cuatro Hermandades, la Hermandad de la Esperanza, la Hermandad de la Lanzada, la Hermandad del Viacrucis y la Cofradía de la Cañilla, con la Soledad de Nuestra Señora y el Señor de la Humildad.
- Málaga. Este día procesionan seis cofradías,  Nueva Esperanza, Penas, Humillación, Rescate, Sentencia y El Rocío.
- Mérida. Procesionan dos cofradías: por la Hermandad de Las Lágrimas, Nuestro Padre Jesús de la Humildad y Nuestra Señora de las Lágrimas; y por la Hermandad del Calvario, Oración en el Huerto, Flagelación de Jesús, Nuestro Padre Jesús Nazareno y Nuestra Señora de la Amargura.
- Murcia. Procesionan dos Cofradías, en primer lugar la Hermandad de Esclavos de Nuestro Padre Jesús del Rescate y María Santísima de la Esperanza con sus 3 hermandades formantes. Seguidamente la Pontificia, Real, Hospitalaria y Primitiva Asociación del Santísimo Cristo de la Salud en la que desfilan 5 hermandades (incluyendo la del Santísimo Cristo de la Salud, obra anónima del siglo XV).
- Orihuela. Turno el Martes Santo para la procesión conjunta de la Cofradía del Perdón y de la Cofradía "Ecce Homo", acompañados de La Convocatoria y de la Centuria Romana.
- Salamanca. Procesiona la Hermandad Universitaria, destacando el acto de promesa de silencio en el Patio de Escuelas ante la fachada plateresca de la Universidad.
- Sevilla. Hacen su estación de penitencia El Cerro, Los Javieres, San Esteban, Los Estudiantes, San Benito, La Candelaria, El Dulce Nombre y Santa Cruz.

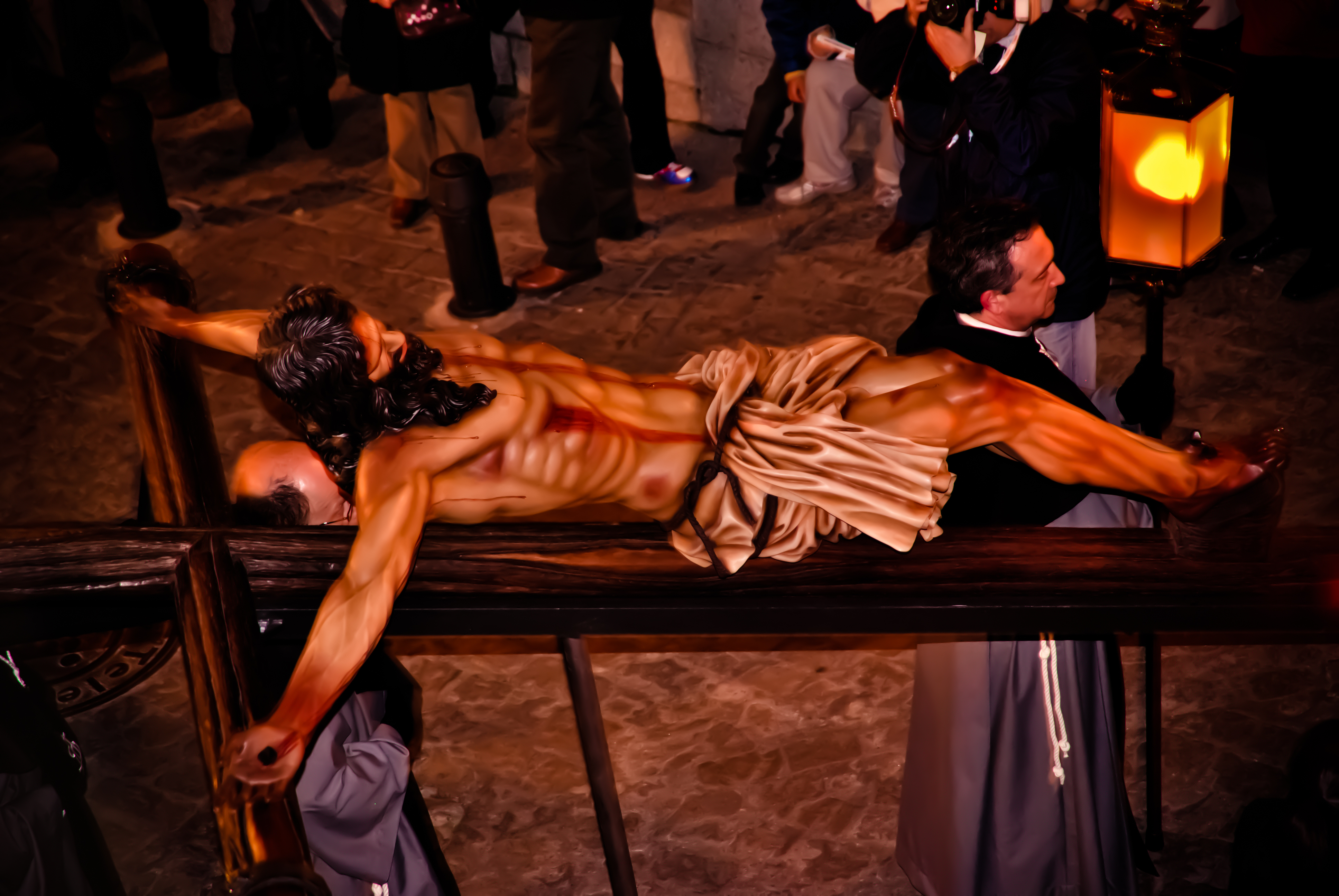
Cristo del Amor, Semana Santa de Toledo

- Cristo del Amor, Semana Santa de ToledoToledo. Este día procesionan la Cofradía de la Santa Caridad, con la imagen del Cristo de la Misericordia, la Cofradía del Santísimo Cristo del Amor y la Cofradía del Santísimo Cristo de los Ángeles.
- Valladolid. Tiene lugar la procesión del Encuentro de Nuestra Señora de las Angustias con su Hijo en la calle de la Amargura frente a la fachada del Colegio de Santa Cruz de Valladolid y la procesión de la Peregrinación de la Promesa a cargo de la Hermandad Penitencial de Nuestro Padre Jesús atado a la Columna.
- En Vivero (Lugo), procesiona el Vía Crucis Procesional de mujeres, en el que las mujeres realizan las catorce estaciones de penitencia. Al día siguiente tiene lugar el de hombres.

### Otras procesiones de Martes Santo en España
- En Almuñécar (Granada) sale a la calle el Cristo atado a la Columna o Cristo de los Gitanos.
- En Almería procesionan tres cofradías: la Coronación, el Amor y el Perdón, gozando esta última de gran popularidad.
- En Ayamonte (Huelva), realizan su estación de penitencia la Hermandad de la Sagrada Lanzada y María Santísima de la Esperanza del Mar.
- En Cádiz procesionan las cofradías de Piedad, El Caído, Sanidad, Columna y Ecce-Homo.

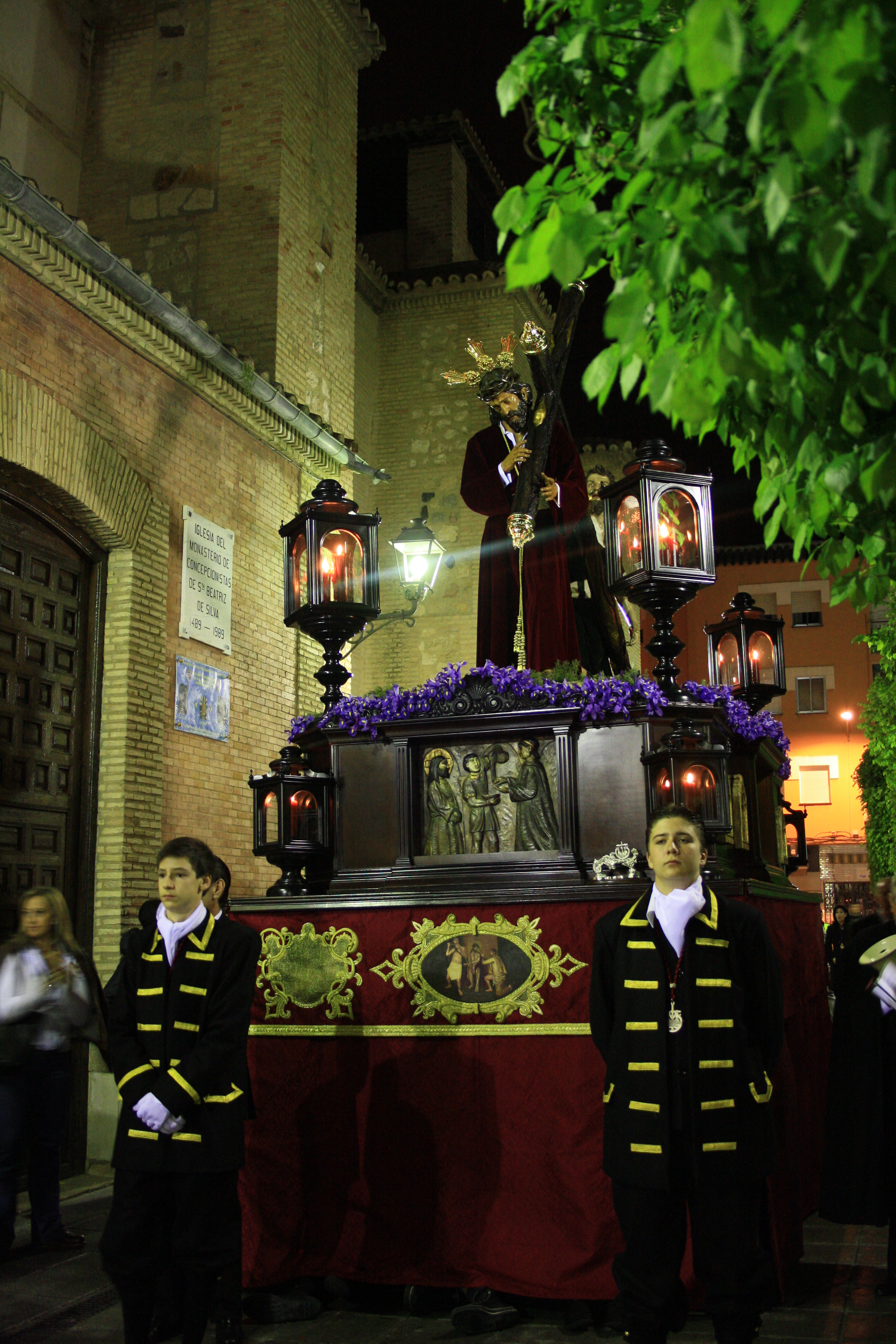
El Señor de las Penas de Ciudad Real.

- En Ciudad Real procesionan las hermandades del Cristo de Medinaceli, Santísima Virgen de la Esperanza de la parroquia de Nuestra Señora del Pilar y la Cofradía de Jesús de las Penas, desde el Convento de las Carmelitas Descalzas.
- En Córdoba. Procesionan las cofradías de La Agonía, La Universitaria, La Sangre, El Buen Suceso, La Santa Faz y El Prendimiento.
- En Elche procesionan La Sagrada Lanzada, Oración en el Huerto, Santa Mujer Verónica, Cristo de la Caída y María Santísima del Rosario, Mater Desolata y Cristo de la Reconciliación y El cristo del Perdón.
- En Huelva la jornada la abre la Hermandad de la Lanzada, cuya Virgen de los Dolores ya procesionó de Gloria el Viernes de Dolores. El barrio de San Sebastián cobra gran protagonismo con la Hermandad de los Estudiantes y la del Señor de Pasión.

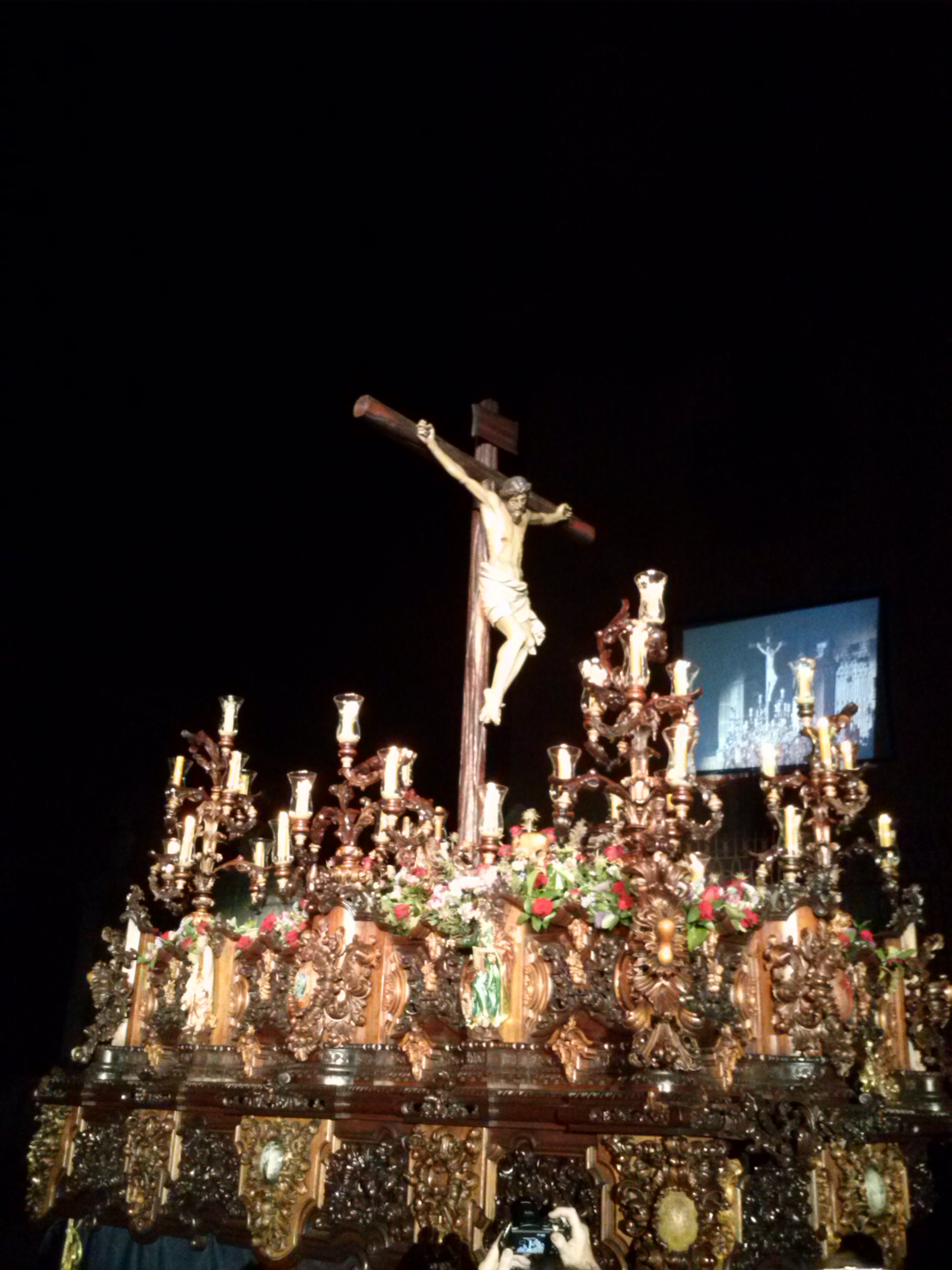
Santísimo Cristo de la Humildad. Semana Santa en Jaén.

- En Jaén procesionan las cofradías de La Clemencia, El Silencio y el Divino Maestro
- En Jerez de la Frontera, con una Semana Santa declarada de interés turístico nacional, salen a la calle siete procesiones que harán la carrera oficial hasta la catedral. Hermandad de Bondad y Misericordia, Salud de San Rafael, La Salvación, Clemencia de San Benito, La Defensión, Santísimo Cristo del Amor y Los Judíos de san Mateo.
- En La Línea de la Concepción (Cádiz) procesiona la Real Hermandad y Cofradía de Nazarenos de Nuestro Padre Jesús de las Penas y María Santísima de los Dolores, una de las Hermandades más antiguas y veneradas de este municipio. Procesiona por el siguiente itinerario: parroquia de Santiago, calle Jardines, calle Santiago, calle Antonio "El Chaqueta", calle Las Palomas, calle Galileo, plaza Padre Justo, calle Espronceda, pasaje Espronceda, avenida Menéndez Pelayo, C/Blas Infante, avenida María Auxiliadora, C/Maestro Muñoz Molleda, calle Clavel, calle Sol, calle San Pablo, calle Carboneros, plaza Fariñas, plaza de la Iglesia (donde se localiza el ilustre Santuario de la Inmaculada Concepción), calle Rodríguez Cantizano, calle Sol, calle Cervantes, calle Isabel la Católica, calle San Pablo, calle Sol, calle Teatro, calle Jardines y a su templo.
- En Martos (Jaén) procesionan el Cristo Cautivo y la Virgen de la Trinidad.
- En Monóvar (Alicante) procesiona la Cofradía de Nuestro Padre Jesús Nazareno.
- En Ocaña (Toledo), se traslada procesionalmente a Nuestro Padre Jesús de Medinaceli, que procesionará el Jueves Santo, en la procesión de Penitencia, junto con otras cinco imágenes.
- En Puebla de Don Fadrique (Granada) procesiona El Cristo crucificado de la Santa Escuela de Cristo bajando de su oratorio "Ermita de San Anton" a la iglesia parroquial de Santa Maria de la Quinta Angustia, templo de nuestra localidad, celebrándose la tradicional Misa del Predon. ver video:
- En Requena (Valencia) procesiona el Cristo de la Oración en el Huerto de los Olivos.
- En Roquetas de Mar (Almería) procesiona el Stmo. Cristo de la Expiración de la Hermandad de la Expiración, desde la iglesia de San Juan Bautista hasta la misma.

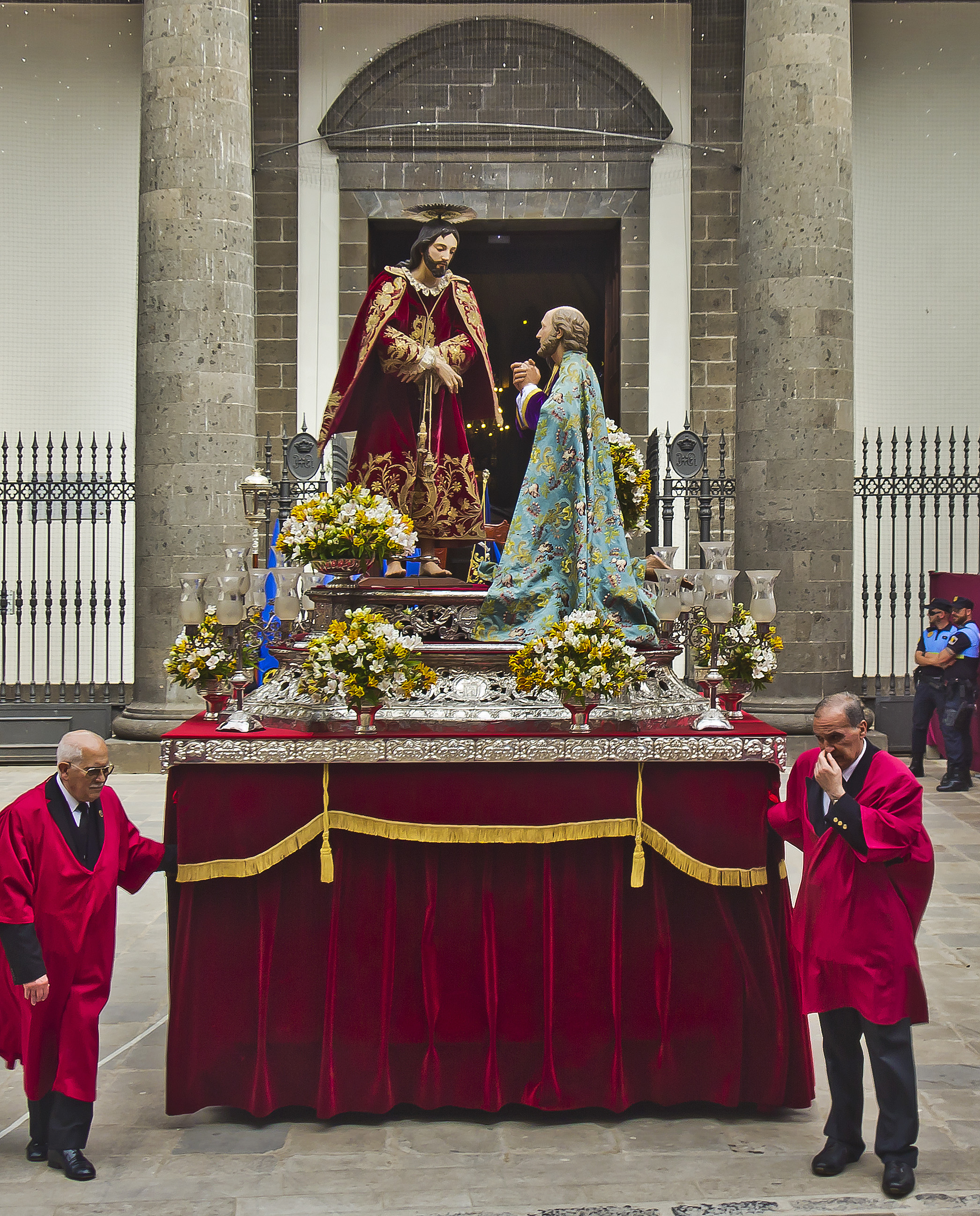
Paso de las Lágrimas de San Pedro de San Cristóbal de La Laguna (Tenerife).

- En San Cristóbal de La Laguna (Tenerife),  procesionan: El paso de las Lágrimas de San Pedro y Nuestra Señora de los Dolores ("La Predilecta") desde la Parroquia Matriz de la Concepción, acompañados por la Venerable Hermandad del Santísimo Sacramento de la Iglesia de Nuestra Señora de la Concepción y la Cofradía del Santísimo Cristo del Rescate y Nuestra Señora de los Dolores. Más tarde parte desde la catedral de San Cristóbal de La Laguna la procesión del Señor Atado a la Columna, Nuestra Señora de las Angustias y Santísimo Cristo de los Remedios con la Real, Muy Ilustre y Capitular Cofradía de la Flagelación de Nuestro Señor Jesucristo, Nuestra Señora de las Angustias y Santísimo Cristo de los Remedios.[1]
- En Santa Cruz de Tenerife parte desde la Parroquia de San Francisco de Asís la procesión del Señor de las Tribulaciones.[2]

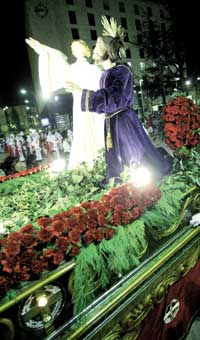
El paso de La Oración del Huerto en Soria.

- En Soria. Semana Santa silenciosa y austera, devocional; fiel reflejo de la sociedad soriana que la sustenta. Destaca por su intenso sentimiento religioso. Fue declarada de Interés Turístico de Castilla y León. En la jornada de Martes Santo son dos las procesiones que salen a las calles de Soria. La Cofradía de la Oración en el Huerto y la Cofradía de la Flagelación del Señor inician su procesión particular, cada una desde su templo, para juntarse ambas en la plaza de Mariano Granados; en el centro de la ciudad de Soria. Desde este punto, las procesiones se convierten en un mismo cortejo, siempre la Cofradía de la Oración delante de la Cofradía de la Flagelación; hasta finalizar ambas en la S.I. Concatedral de San Pedro Apóstol, donde quedarán sus pasos hasta la procesión del Viernes Santo.
- En Tobarra (Albacete). Semana Santa declarada de Interés Turístico Nacional. Se celebra la bajada del Sepulcro a hombros por voluntarios ataviados con la túnica del tambor. Posteriormente, tiene lugar la Procesión de la Oración en el Huerto con su correspondiente acto al finalizar la misma. Es organizada por la Cofradía de Nuestro Padre Jesús del Paso del Prendimiento y la Oración en el Huerto. Sale desde la iglesia de la Asunción y finaliza en la iglesia de San Roque.

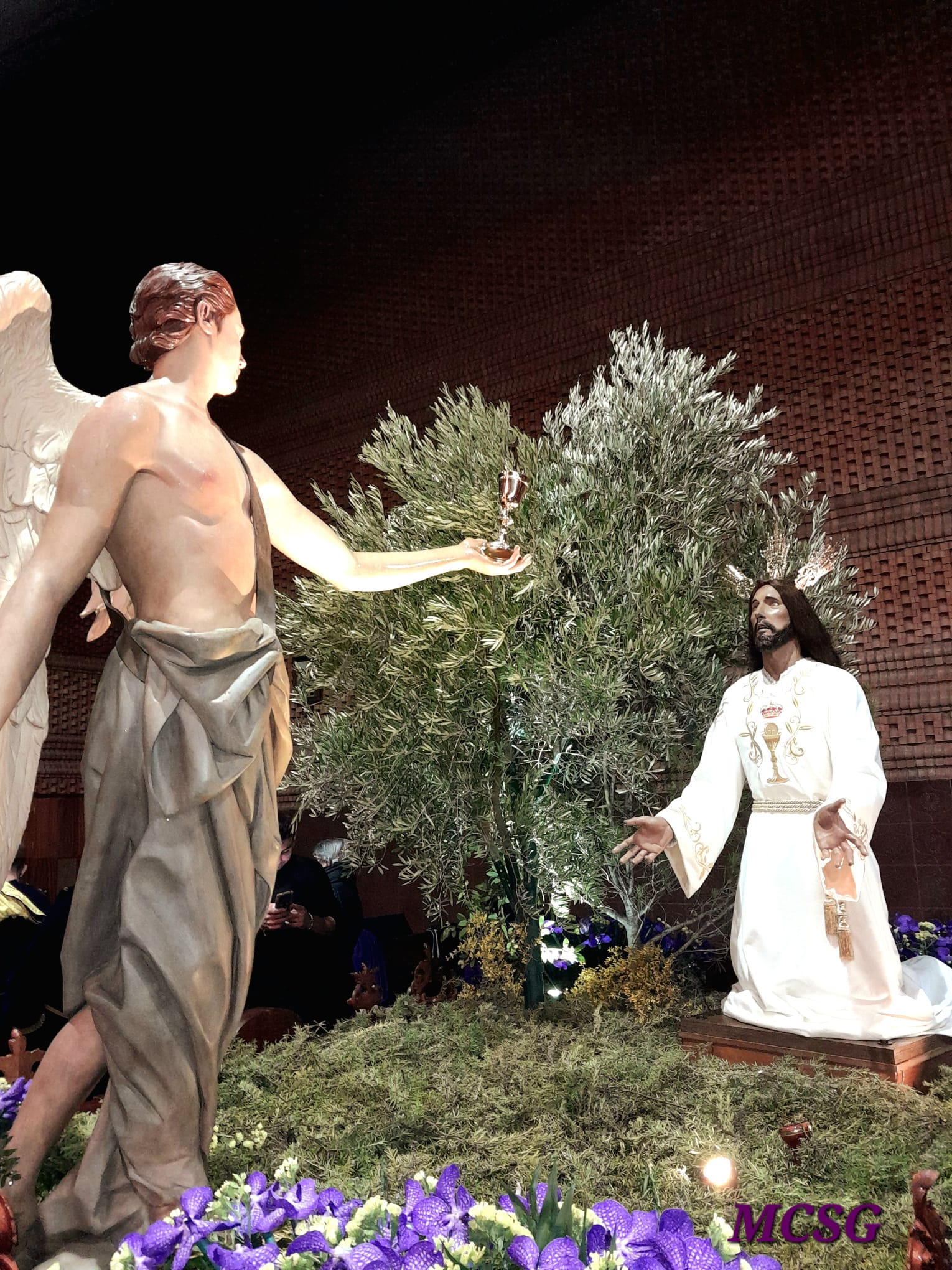
Jesús Orando en el Monte de los Olivos. Cofradía del Prendimiento y la Oración en el Huerto de Tobarra

- Jesús Orando en el Monte de los Olivos. Cofradía del Prendimiento y la Oración en el Huerto de TobarraEn Yecla (Murcia) procesiona el Santísimo Cristo Yacente en la que es conocida popularmente como la Procesión de los Farolicos.
- Zafra. En esta jornada sale la Hermandad de Jesús Amarrado a la Columna y María Santísima de las Angustias y Santa Ángela de la Cruz.
- En [Villanueva de Córdoba] (Córdoba) procesiona la Hermandad y Cofradía de Nazarenos del Señor Amarrado a la Columna, Cristo de la Caridad y María Santísima Madre de la Iglesia, Reina de la Paz y Esperanza Nuestra.

### Martes Santo en Guatemala

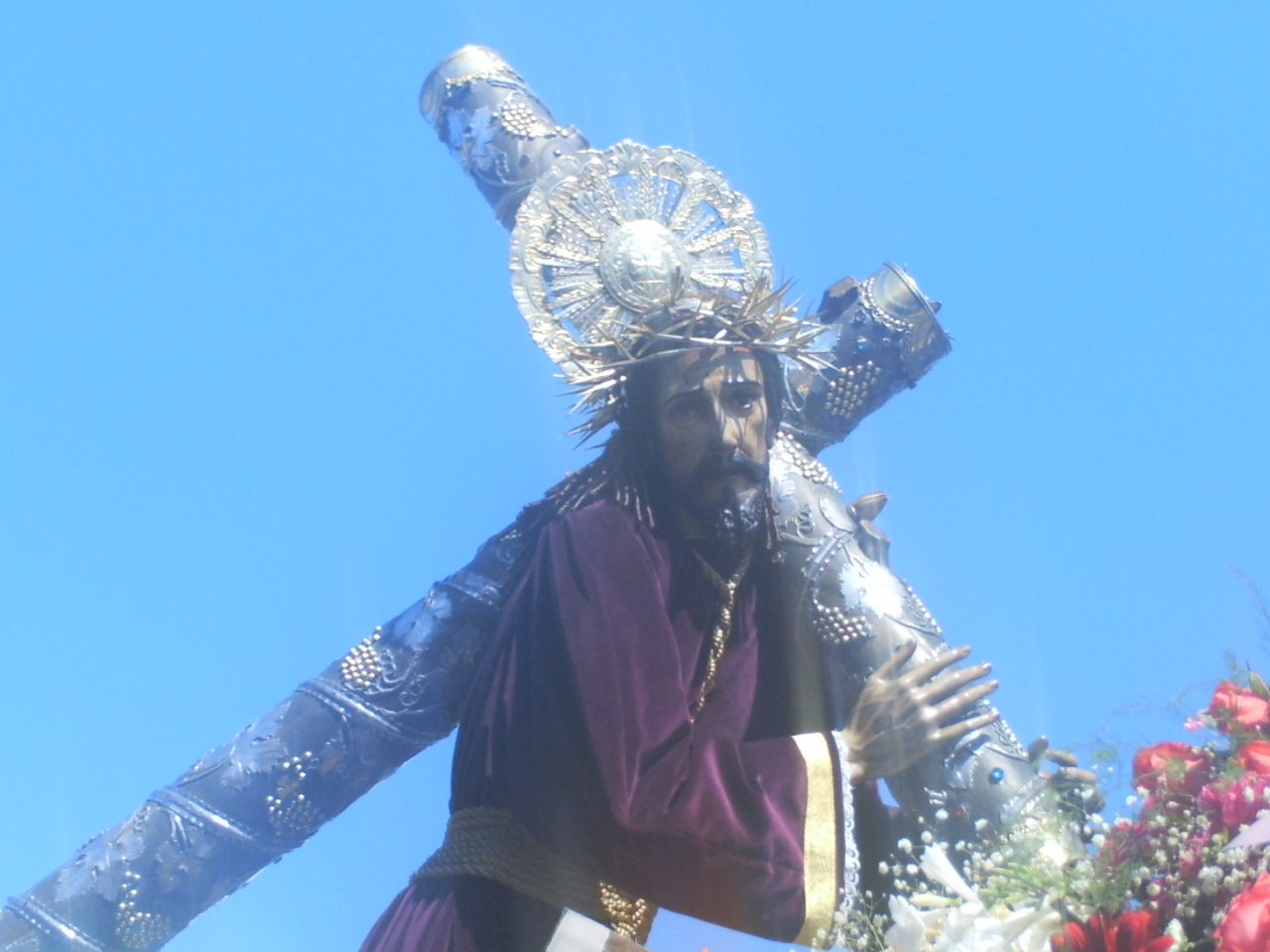
Jesús de La Merced en su procesión de La Reseña 2008, Guatemala.

El Martes Santo en la ciudad de Guatemala se lleva a cabo la procesión con la imagen de Jesús Nazareno de La Merced, venerado en el Templo de Nuestra Señora de Las Mercedes, conocida como "Procesión de La Reseña". Esta imagen, con más de 350 años de historia, es Patrón Jurado de la Ciudad de Guatemala y recorre en este día aproximadamente diez cuadras, de las ocho de la mañana hasta el mediodía, en los alrededores de su templo.
El anda que porta a la imagen y las andas de la Santísima Virgen de Dolores, San Juan y Santa María Magdalena, que también lo acompañan, salen del templo desprovistas de adorno, recibiendo las ofrendas florales que los fieles depositan sobre el anda a su paso.

## Cristianismo oriental
En el cristianismo oriental, el Gran Martes, también conocido como Gran y Santo Martes, tiene una gran importancia religiosa, especialmente en la Iglesia Ortodoxa Oriental, la Iglesia Apostólica Armenia y las Iglesias Católicas Orientales que siguen el Rito Bizantino. En este día, la Iglesia conmemora la Parábola de las Diez Vírgenes (Mateo 25:1-13), enfatizando los temas de vigilancia y preparación para el regreso de Cristo, retratado como el Novio. La parábola, con su imagen de la cámara nupcial, simboliza no solo la Tumba de Cristo, sino también el estado bienaventurado de los salvados en el Día del Juicio. Además, la Iglesia reflexiona sobre la Parábola de los Talentos (Mateo 25:14-30), que subraya la responsabilidad de la administración fiel.
La observancia litúrgica del Martes Santo comienza con las Vísperas por la tarde, que presentan himnos que ecoan los cantos entonados en el Lunes Santo. La noche continúa con el servicio de Gran Completas, durante el cual se entona un tríodo (Cántico compuesto por tres Odas) escrito por San Andrés de Creta.
Los servicios de maitines, durante la Semana Santa, incluidos los del Martes Santo, son comúnmente conocidos como el Servicio del Novio o la Oración del Novio. Esta designación se deriva del tema central de Cristo como el Novio de la Iglesia, destacado por el solemne canto de un tropario. Un ícono de «Cristo el Novio», que muestra a Jesús vistiendo la túnica púrpura de burla y coronado de espinas, se exhibe prominentemente en el templo durante estos servicios. La lectura del Evangelio de maitines para el Martes Santo se toma del Evangelio de Mateo (Mateo 22:15-23:39). Estos servicios de Matinas a menudo se realizan la noche anterior para acomodar a más fieles. Los temas litúrgicos y lecturas del Martes Santo sirven como preparación espiritual para el clímax de la Semana Santa, que culmina en la conmemoración de la Pasión, Muerte y Resurrección de Cristo.
Los cuatro Evangelios se dividen y se leen en su totalidad en las Horas Menores (Tercera Hora, Sexta Hora y Novena Hora) durante los primeros tres días de la Semana Santa, deteniéndose en Juan 13:31. Hay varios métodos de dividir los Evangelios, pero el siguiente es el más común:
- Tercera Hora: La segunda mitad de Marcos.
- Sexta Hora: El primer tercio de Lucas.
- Novena Hora: El segundo tercio de Lucas.

A la Sexta Hora, se lee un pasaje del Libro de Ezequiel (Ezequiel 1:21-2:1).
En la Liturgia de los Dones Presantificados, se repiten algunos de los stíqueros de las maitines de la noche anterior (Laudes y los Apostichos) en la parte de «Señor, he clamado». Se realizan dos lecturas del Antiguo Testamento: Éxodo 2:5-10 y Job 1:13-22. No hay lectura del Epístola, pero sí una lectura del Evangelio de Mateo 24:36-26:2.